# رئالیسم هیستریک

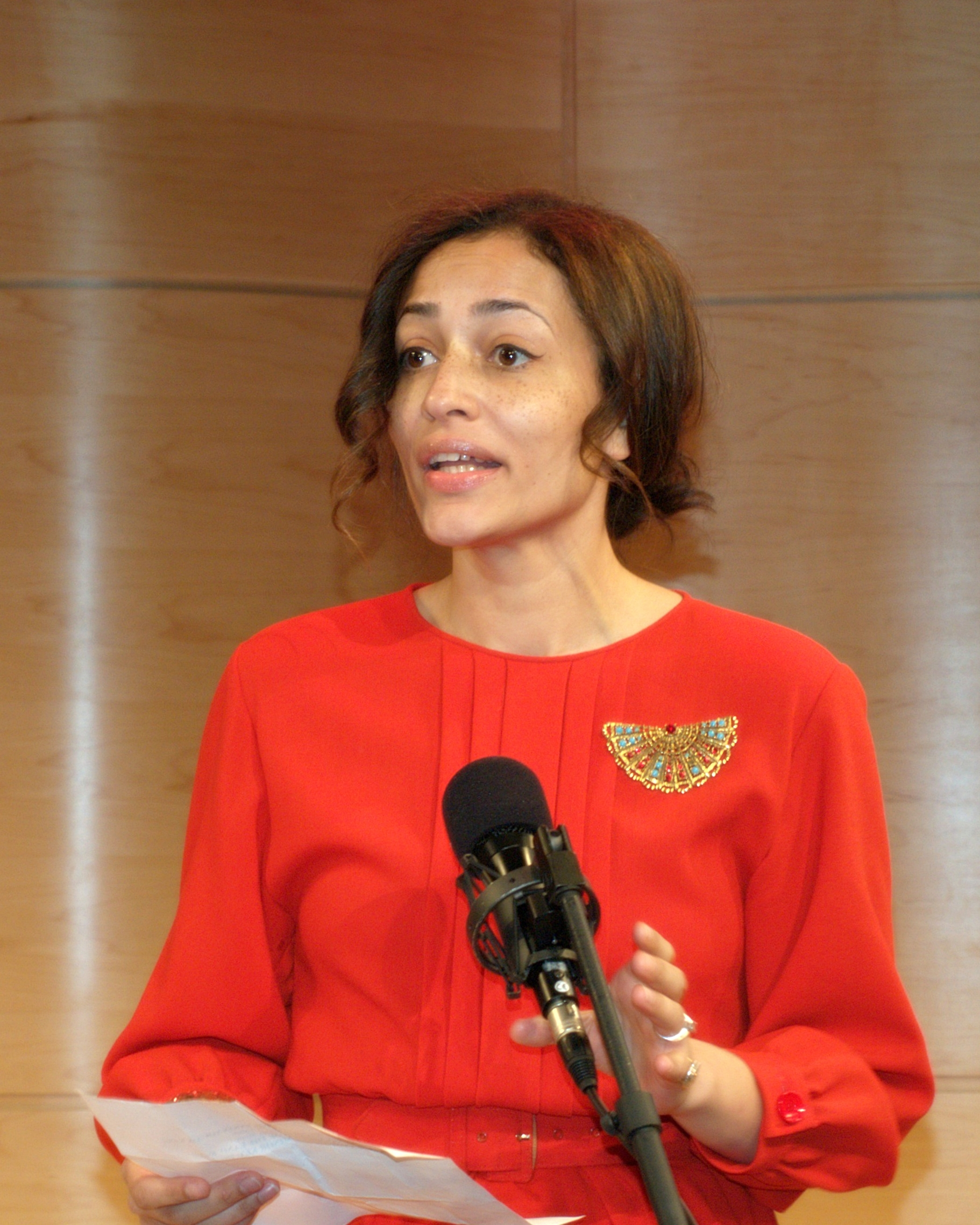
زادی اسمیت در حال معرفی پنج نامزد نهایی حلقه ملی منتقدان کتاب داستان سال 2010.

رئالیسم هیستریک (انگلیسی: Hysterical realism) اصطلاحی است که نخستین بار در سال ۲۰۰۰ توسط منتقد انگلیسی جیمز وود ابداع شد. این واژه به توصیف گونه ادبی می‌پردازد که از تضاد نثر طولانی، طرح داستانی دیوانه وار، و شخصیت‌های شیدا در برابر بررسی موشکافانه از پدیده‌های واقعی احتماعی تشکیل می‌شود. این گونه ادبی به نوعی «ماکسیمالیسم» شناخته می‌شود.

## تاریخچه
وود این اصطلاح را نخستین بار در مقاله ای که در هفته نامه نیو ریپابلیک بر دندان‌های سپید زادی اسمیت نوشته شده بود به کار برد. قصد او از به کاربردن این اصطلاح کوچک شمردن رمان نویسان معاصر بود که رمان‌های بزرگ و جاه طلبانه شان «راجع به هزاران چیز می‌داند ولی حتی یک انسان را هم نمی‌شناسد.»
او این گونه ادبی را بخاطر تلاشی که برای تبدیل کردن داستان به نظریه اجتماعی می‌کند قابل نکوهش می‌دانست. وود، دان دلیلو و توماس پینچن را از بنیان‌گذاران این گونه می‌شناخت و معتقد بود که نویسندگانی همچون دیوید فاستر والاس هم همین راه را پیش گرفته‌اند. در پاسخ به این اظهارات زادی اسمیت گفت که این اصطلاح «به طرز دردناکی برای نثر بیش پرداخته شده و دیوانه واری که در رمان‌های سپیددندان و کتاب‌های دیگری که او به آنها لطف داشته و نام برده دقیق است.» اما او همچنین به این اصطلاح انتقاداتی داشت چون رمان شوخی بی پایان فاستر والاس با سبکی که او بعد از این کتاب در داستان‌های کوتاهش در پیش گرفت همخوانی ندارد.
نقد وود بر این که پینچن و دلیلو نثر «هیستریک» را با تأثیرات «واقعی» -تقریبا ژورنالیستی- ترکیب می‌کنند یک نسل پیش از او هم توسط منتقدان پسامدرنیسم مطرح شده بود.

## نمونه آثار
- رنگین‌کمان جاذبه (۱۹۷۳)، توماس پینچن

- فرزندان نیمه شب (۱۹۸۱)، سلمان رشدی

- شوخی بی‌پایان (۱۹۹۶)، دیوید فاستر والاس

- جهان زیرین (۱۹۹۷)، دان دلیلو

- میسون و دیکسون (۱۹۹۷)، توماس پینچن

- زمین زیر پایش (۱۹۹۹)، سلمان رشدی

- دندان‌های سپید (۲۰۰۰)، زادی اسمیت

- اثری دلخراش از نبوغی سرسام‌آور (۲۰۰۰)، دیو اگرز

- اصلاحات (۲۰۰۱)، جاناتان فرانزن